# Iguanura borneensis
Iguanura borneensis är en enhjärtbladig växtart som beskrevs av Rudolph Herman Scheffer. Iguanura borneensis ingår i släktet Iguanura och familjen Arecaceae. Inga underarter finns listade i Catalogue of Life.